# Rapadalen
Rapadalen ou vallée de Rapa est une vallée située dans le massif de Sarek, au nord de la Suède. Elle constitue une entaille de 40 km, parcourue par la rivière Rapaätno, dans le massif.